# Rheumaptera chimu
Rheumaptera chimu är en fjärilsart som beskrevs av Paul Dognin 1904. Rheumaptera chimu ingår i släktet Rheumaptera och familjen mätare. Inga underarter finns listade.